# Budki (Piotrków Trybunalski)
Budki – część miasta Piotrków Trybunalski w województwie łódzkim. Leży na północ od centrum miasta, wzdłuż ulicy Budki, ciągnącej się po wschodniej stronie linii kolejowej w kierunku na Michałów.